# Martín Ríos
Martín Miguel Ríos (ur. 7 lipca 1978) – argentyński judoka. Olimpijczyk z Sydney 2000, gdzie odpadł w eliminacjach w wadze półlekkiej.
Uczestnik mistrzostw świata w 1999. Startował w Pucharze Świata w latach 1998-2000. Złoty medalista igrzysk panamerykańskich w 1999, a także igrzysk Ameryki Południowej w 1998. Wicemistrz panamerykański w 1997 i trzeci w 1998. Trzeci na mistrzostwach Ameryki Południowej w 1997 roku.

## Letnie Igrzyska Olimpijskie 2000
| Konkurencja | Eliminacje            | Klas. końcowa |
| Konkurencja | Przeciwnik I          | Miejsce       |
| ----------- | --------------------- | ------------- |
| 100 kg      | Isłam Macyjew (RUS) P | 1 runda       |